# European Society for Medical Oncology
Die European Society for Medical Oncology (ESMO) ist eine Fachgesellschaft für medizinische Onkologie. Sie wurde 1975 gegründet und hat mehr als 40.000 Mitglieder aus 177 Ländern.

## Annals of Oncology
Die 1990 gegründete wissenschaftliche Fachzeitschrift Annals of Oncology veröffentlicht Artikel zu den Themen medizinische Onkologie, Chirurgie, Strahlentherapie, pädiatrische Onkologie, Grundlagenforschung und umfassende Behandlung von Patienten mit bösartigen Erkrankungen. Annals of Oncology ist die offizielle Fachzeitschrift der ESMO und seit 2008 auch der Japanischen Gesellschaft für Medizinische Onkologie (JSMO).

## ESMO-Leitlinien für die klinische Praxis
Die ESMO-Leitlinien für die klinische Praxis (Clinical Practice Guidelines, CPG) sollen Onkologen eine Reihe von Empfehlungen für die besten Standards in der Krebsbehandlung geben, die auf den Erkenntnissen der evidenzbasierten Medizin beruhen. Jede Leitlinie für die klinische Praxis enthält Informationen über die Häufigkeit bösartiger Erkrankungen, Diagnosekriterien, Stadieneinteilung der Erkrankung und Risikobewertung, Behandlungspläne und Nachsorge, die Onkologen dabei helfen sollen, ihren Patienten eine angemessene Qualität der Versorgung zu bieten.

## ESMO-Jahreskongress
Der jährliche ESMO-Kongress wird von 25.000 Teilnehmern besucht. Der Kongress präsentiert die neuesten wissenschaftlichen Entwicklungen in der Grundlagen-, translationalen und klinischen Krebsforschung und kontextualisiert neue Erkenntnisse für die praktische Umsetzung in der täglichen Patientenversorgung.

## Auszeichnungen
Die ESMO vergibt mehrere Auszeichnungen, mit denen herausragende Leistungen auf dem Gebiet der Onkologie gewürdigt werden.
Die Empfänger des ESMO Award, des ESMO Award for Translational Research, des ESMO Women for Oncology Award und des ESMO Lifetime Achievement Award werden von ESMO-Mitgliedern nominiert. Die Empfänger des TAT Honorary Award, des Heine H. Hansen Award, des ESMO Breast Cancer Award und des ESMO Award for Immuno-Oncology werden vom wissenschaftlichen Komitee der Tagung nominiert, auf der der Preis verliehen wird. Der ESMO-Nominierungsausschuss überwacht das Nominierungs- und Auswahlverfahren für alle Auszeichnungen.

### Deutsche Preisträger des ESMO-Awards
- Hans-Joachim Schmoll (2020)
- Carsten Bokemeyer (2014)

### Deutsche Preisträger des ESMO-Lifetime-Achievement-Awards
- Nadia Harbeck (2020)

### Deutsche Preisträger des ESMO-Breast-Cancer-Awards
- Sibylle Loibl (2022)